# Trichodiadema calvatum
Trichodiadema calvatum är en isörtsväxtart som beskrevs av L. Bol. Trichodiadema calvatum ingår i släktet Trichodiadema och familjen isörtsväxter. Inga underarter finns listade i Catalogue of Life.